# توم غليسون
توم غليسون (بالإنجليزية: Tom Gleeson)‏ هو لاعب اتحاد الرغبي أيرلندي، ولد في 26 سبتمبر 1985 في بيشوبتاون ‏ في جمهورية أيرلندا.